# Condado de Aroostook
O Condado de Aroostook (em inglês:  Aroostook County) é um dos 16 condados do estado americano do Maine, fazendo fronteira com o Canadá. Foi fundado em 1839. A sede do condado é Houlton, com escritórios em Caribou, e a cidade mais populosa é Presque Isle.
Conhecido localmente no Maine como "O Condado", é o maior condado do Maine por área total e o segundo maior dos Estados Unidos por área terrestre a leste do rio Mississippi, atrás do condado de St. Louis, Minnesota. Com mais de 17 mil quilômetros quadradas de terra, é maior que três estados dos EUA. É o condado mais ao norte do Maine. Sua localidade mais ao norte, Estcourt Station, também é a comunidade mais ao norte da Nova Inglaterra e dos Estados Unidos contíguos a leste dos Grandes Lagos.
Com pouco mais de 67 mil habitantes, de acordo com o censo nacional de 2020, é o sexto condado mais populoso do estado, embora seja o segundo menos densamente povoado, depois do Condado de Piscataquis. Pouco menos de 5% da população do Maine vive no Condado de Aroostook.
O condado é conhecido por suas plantações de batata. O local também é um pólo emergente para a energia eólica. Sua cultura acadiana também é bem conhecida. No vale de Saint John, na parte norte do condado, que faz fronteira com o condado de Condado de Madawaska (Novo Brunswick), muitos dos moradores são bilíngues em inglês e francês acadiano, enquanto em outras partes do Maine, o francês da Nova Inglaterra é a forma predominante de francês falado.

## Geografia
De acordo com o Departamento do Censo dos Estados Unidos, o condado possui uma área de 17 682,9 km², dos quais 17 278,0 km² estão cobertos por terra e 404,9 km² (2,3%) por água. É o condado com maior extensão territorial do Maine.

## Localidades

### Cidades
- Caribou
- Presque Isle

### Vilas incorporadas
- Allagash
- Amity
- Ashland
- Blaine
- Bridgewater
- Castle Hill
- Caswell
- Chapman
- Crystal
- Dyer Brook
- Eagle Lake
- Easton
- Fort Fairfield
- Fort Kent
- Frenchville
- Grand Isle
- Hamlin
- Hammond
- Haynesville
- Hersey
- Hodgdon
- Houlton
- Island Falls
- Limestone
- Linneus
- Littleton
- Ludlow
- Madawaska
- Mapleton
- Mars Hill
- Masardis
- Merrill
- Monticello
- New Canada
- New Limerick
- New Sweden
- Oakfield
- Orient
- Perham
- Portage Lake
- Saint Agatha
- Saint Francis
- Sherman
- Smyrna
- Stockholm
- Van Buren
- Wade
- Wallagrass
- Washburn
- Westfield
- Westmanland
- Weston
- Woodland

### Plantations
- Cyr Plantation
- Garfield Plantation
- Glenwood Plantation
- Macwahoc Plantation
- Moro Plantation
- Nashville Plantation
- Reed Plantation
- Saint John Plantation
- Winterville Plantation

### Regiões censodesignadas
- Ashland
- Blaine
- Eagle Lake
- Fort Fairfield
- Fort Kent
- Grand Isle
- Houlton
- Island Falls
- Limestone
- Madawaska
- Mapleton
- Mars Hill
- Oakfield
- Van Buren
- Washburn

### Comunidades não incorporadas dentro das vilas
- California
- Clayton Lake
- Crouseville
- Daigle
- Estcourt Station
- Fort Kent Mills
- Portage
- Saint David
- Sinclair
- Smyrna Mills
- Wytopitlock

### Territórios não organizados
- Cary
- Central Aroostook
- Connor
- Northwest Aroostook
- Oxbow
- Sinclair
- South Aroostook
- Square Lake

### Reservas indígenas
- Aroostook Band of Mi'kmaq Indians Reservation, em Presque Isle
- Houlton Band of Maliseet Indians Reservation, em Houlton

## Demografia
Desde 1900, o crescimento populacional médio do condado, a cada dez anos, é de 1,4, o que reflete a redução de população nos últimos 50 anos.

### Censo 2020
Segundo o censo nacional de 2020, o condado possui uma população de 67 105 habitantes e uma densidade populacional de 3,9 hab/km². Houve uma redução populacional na última década de -6,6%. É o sexto condado mais populoso do Maine e o segundo menos densamente povoado.
Possui 38 303 residências que resulta em uma densidade de 2,2 residências/km² e uma redução de -3,1% em relação ao censo anterior. Deste total, 22,2% das unidades habitacionais estão desocupadas. A média de ocupação é de 2,3 pessoas por residência.
Existem 29 594 famílias no condado e 8,4% da população não possui cobertura de plano de saúde. A renda familiar média é de 43 791 dólares e a taxa de emprego é de 51,3%. Existem 1 884 estabelecimentos empregadores no condado e 19,8% dos habitantes possuem diploma de nível superior.

## Transportes

### Principais estradas e rodovias
- I-95
- US 1
- US 1A
- US 2